# Louise Lemarchand
Louise Lemarchand, en religion Mère Saint-Louis, née le 1er octobre 1800 à Broons dans les Côtes-du-Nord et morte le 19 novembre 1885, est une religieuse bretonne, cofondatrice de la congrégation des Filles de Sainte-Marie de la Présentation.

## Biographie
Louise Lemarchand est l'aînée de sept enfants d'une famille de cultivateurs aisés. Elle perd sa mère lorsqu'elle a treize ans et s'occupe de ses frères et sœurs. Elle connaît tôt la vocation religieuse, dans une région que la Révolution française avait éprouvée. Elle a le désir d'entrer chez les religieuses de Saint Thomas de Villeneuve. Sa rencontre avec l'abbé Joachim Fleury, nouveau curé de Broons depuis 1817, va lui permettre, ainsi qu'à sa sœur Laurence, de répondre à l'appel de Dieu, en se vouant à l'instruction des enfants et au soin des malades. Il envoie Louise Lemarchand se former chez les religieuses de la congrégation des Filles de la Providence de Saint-Brieuc. 
L'abbé réunit les jeunes femmes en 1826. Leur père leur offre une maison à Broons pour ouvrir une école ; elles sont bientôt rejointes par d'autres compagnes. La congrégation est ainsi fondée en 1828 par les deux sœurs et par le curé, pour enseigner aux enfants et soigner les malades. Elle est reconnue de droit diocésain en 1836 par Mgr Le Groing de La Romagère, évêque de Saint-Brieuc, et reçoit ses droits civils en 1839. Elles s'installent dans leur nouveau couvent en 1832. 
Elles ouvrent une école pour sourds en 1832 à Plestan. Mère Saint-Louis demeure supérieure jusqu'en 1838, date à laquelle elle s'installe à Plestan. La congrégation essaime rapidement à travers toute la Bretagne, puis dans d'autres provinces de France, notamment en Île-de-France. Mère Saint-Louis meurt en 1885.

## Postérité de la congrégation
Expulsées par les lois anti-congrégationnistes de la IIIe République, les religieuses s'installent en Belgique, aux Pays-Bas, en Angleterre, en Amérique du Nord. Elles ont le droit de retourner en France en 1923.

## Paroles de Mère Saint-Louis
- Que je suis heureuse de vêtir Notre Seigneur dans la personne des pauvres !
- Agissez toujours pour procurer la gloire de Dieu !